# Удаление комков Биша
Удаление комков Биша — эстетическая операция, направленная на изменение формы щёк и скул путем удаления части жировых телец щеки.

## Противопоказания к операции
Противопоказаниями к операции являются:
- сахарный диабет;
- обостренные хронические заболевания;
- ожирение или слишком низкий вес, планируемое серьезное изменение веса;
- острые воспаления в ротовой полости;
- онкологические заболевания, а также дисплазия соединительной ткани;
- нарушения свертываемости крови;
- психические заболевания.

Часто с просьбой убрать жировые комки в клиники обращаются молодые девушки до 25 лет. Процедура до этого возраста не рекомендуется. Это обосновано ростом лицевого скелета до 25 лет и соответствующими структурными изменениями в строении лица. Полностью оценить необходимость операции можно только по достижении этого возраста.

## Операция
Комки Биша не всегда удаляются полностью — количество удаляемой ткани зависит от результата, который ожидает получить человек. Существует способ, когда хирург не просто удаляет комки Биша, а перемещает их в скулы, и таким образом лицо ещё больше подтягивается и приобретает рельефность. Этот способ показан только при невыраженной, сглаженной верхней части. Треугольные, а иногда и овальные лица становятся непропорциональными. Такая операция обязательно проходит под общим обезболиванием и через наружный доступ в околоушной области.
Удаление возможно двумя способами: традиционным, то есть скальпелем, и лазером.

#### Операцию проводят по следующей схеме
1. пациенту дают наркоз (чаще общий, но может быть и местная анестезия);
2. кожу и слизистую щек обеззараживают антисептиком;
3. на внутренней стороне каждой по центру делают разрез в 1 — 2 см;
4. через них врач получает доступ к жировым комкам, которые он извлекает полностью либо частично или перемещает выше;
5. надрезы ушивают биодеградируемыми нитями.

Чуть иначе все происходит, когда Бишэктомия является частью более обширной пластической операции. В этом случае доступ к комкам осуществляется с наружной стороны щеки, то есть через кожу.
Излучение лазера позволяет выполнить вмешательство быстрее. С его помощью сокращается риск кровотечений, так как лазер сразу же коагулирует сосуды. Поэтому при его использовании бишэктомию делают чаще под местным наркозом (инъекция анестетика в слизистую каждой щеки). Операция проводится с соблюдением стерильности.
Кожа после удаления комков Биша становится отечной. Этот период занимает от 2-3 дней до 3-4 недель. Продолжительность отеков зависит от индивидуальных особенностей кровообращения, гормонального фона, водно-солевого баланса в организме. После этого постепенно проявляется результат операции. Он может быть отчетливым только через 3-4 месяца.

#### При неудачной операции возможно появление
- асимметрии лица;
- онемении одной части, если будет задет нерв;
- ухудшение овала;
- осложнения в виде нагноения, кровотечения, сильного отека, которые затягивают период восстановления;
- аллергические реакции на наркоз или медикаменты для местного обезболивания, вплоть до анафилактического шока;
- отсутствие видимого эффекта.

## Последствия спустя годы
Возможными последствиями после операции могут являться: мелкая морщинистость нижней части лица; в области удаления со временем (через 5-7 лет) формируются своеобразные сетчатые морщинки, причем их появление не идет в параллели с общим старением кожи, это осложнение вызвано птозом кожи и отсутствием поддержки жировыми пакетами; обвисание щек: данное осложнение не редкость и сопровождает пациенток разного возраста и строения лица, так как без поддержки (комками Биша) щеки и кожа «ползут» вниз; излишняя впалость, придающая болезненный вид.